# Salman Khan
Pour les articles homonymes, voir Salman Khan (homonymie).
Salman Khan (hindi : सलमान ख़ान, ourdou : سلمان خان) est un acteur indien né le 27 décembre 1965 à Indore (Madhya Pradesh, Inde), surnommé « Sallu Bhai »ou encore « The Beast Abdul » , est un acteur de Bollywood. Il est le fils du scénariste Salim Khan. Ses deux frères, Arbaaz Khan et Sohail Khan, sont également acteurs.
Il connaît le succès dès son deuxième film, Maine Pyar Kiya (1989), qui lui permet de recevoir le Prix du meilleur espoir aux Filmfare Awards 1990. S'ensuit une carrière contrastée de plus de 70 films, comédies romantiques, films d'action, comédies, où se côtoient d'énormes succès populaires tels que Saajan (1991), Hum Aapke Hain Koun...! (1994), Karan Arjun (1995), No Entry (2005), Partner (2007) ou les récents Dabangg (2010) et Ek Tha Tiger (2012), mais aussi de nombreux échecs.
Salman Khan peine à faire reconnaître ses qualités de comédien, il lui faut attendre Khamoshi : The Musical (1996) de Sanjay Leela Bhansali qui l'emploie à plusieurs reprises, puis Kuch Kuch Hota Hai (1998) de Karan Johar, pour que les critiques conviennent de ses mérites.
Ses démêlés avec la justice (en 2002, ivre, il écrase et tue un sans-abri), ses nombreuses et tumultueuses relations amoureuses avec notamment Aishwarya Rai, ses liens supposés avec la mafia et sa liberté d'esprit, lui valent de défrayer fréquemment la chronique. Cependant, il est également réputé pour sa grande générosité, ce qui l'a conduit à fonder une institution caritative, Being Human.
Malgré une carrière en dents de scie et une vie privée agitée, sa forte présence à l'écran et une musculature qu'il exhibe volontiers ont permis à Salman Khan de conquérir un public large et fidèle, ce qui en fait une des plus grandes stars du cinéma indien aux côtés des deux autres « Khan » de Bollywood, Shahrukh et Aamir. CNN le décrit comme l'une des plus grandes star de la planète. Selon Forbes 2015, il est le 71e acteur le mieux payé du monde avec un cachet de 33,5 millions de dollars.

## Vie privée
Salman Khan (hindi : सलमान ख़ान, ourdou : سلمان خان) est le fils aîné du scénariste Salim Khan et de Sushila Charak ; son grand-père paternel est originaire de la vallée de Swat au Pakistan. Sur le plan religieux, Salman Khan déclare : « Je suis hindou et musulman. Mon père est musulman et ma mère hindoue. » En 1999 sur le tournage de Hum Dil De Chuke Sanam, il entame une relation avec Aishwarya Rai qui se termine officiellement en 2001, Rai ayant déclaré avoir rompu pour cause de violences physiques, verbales et émotionnelles. Il aurait brisé une bouteille de Coca-Cola sur la tête d'une précédente compagne, l'actrice Jessica Patel. Puis, de 2003 à 2010, il a une liaison avec Katrina Kaif. Depuis 2013, il entretient une relation avec une actrice et présentatrice de la télévision roumaine Iulia Vantur.
En 2006, il est condamné à un an de prison ferme pour avoir abattu au Rajasthan en 1998 un chinkara, une espèce de gazelle protégée. Bien que jouissant d'un statut national et de relations dans l'administration, la mobilisation du peuple Bishnoï mène à sa condamnation par la Cour. Le 6 mai 2015, après 13 ans de procédure, Salman Khan est condamné à cinq ans d'emprisonnement pour meurtre : le 28 septembre 2002 alors qu'il conduit sous l'emprise de l'alcool, il perd le contrôle de son véhicule qui dérape sur un trottoir où dorment cinq sans abris. L'un d'eux est tué alors que les quatre autres sont gravement blessés. Cependant l'acteur est immédiatement relâché sous caution et sa demande d'appel est acceptée ce qui suspend le jugement.

## Carrière

### Débuts (1988-1994)
Salman Khan commence sa carrière en 1988 dans Biwi Ho To Aisi mais c’est Maine Pyar Kiya (1989), succès critique et public, qui le propulse vers la célébrité et lui permet de recevoir le Filmfare Awards du meilleur espoir masculin. Bien qu'il continue à tourner à un rythme soutenu entre 1990 et 1993, l'audience n'est plus au rendez-vous à part avec Sanam Bewafa (Saawan Kumar Tak, 1991) et Saajan (Lawrence D'Souza, 1991).

### Succès (1994-2001)
Il faut attendre 1994 avec Hum Aapke Hain Koun...! pour qu’il renoue enfin avec le succès. En effet, cette « comédie de mariage » réalisée par Sooraj R. Barjatya dans laquelle il joue aux côtés de Madhuri Dixit, est un énorme blockbuster qui marque une rupture dans les performances du box office indien.
Les années 1995-1999 sont également propices malgré plusieurs contre-performances. Karan Arjun (Rakesh Roshan, 1995), où il donne la réplique à Shahrukh Khan, est un hit et lui vaut une nomination au Filmfare Award du meilleur acteur. En 1996 Jeet (Raj Kanwar) avec Karisma Kapoor ne dément pas le succès de l'acteur ; il y récolte de bonnes critiques dans le rôle de Raju, un homme marié à une femme mélancolique qui lui échappe[réf. nécessaire]. L'acteur continue sur sa lancée avec la comédie Judwaa (David Dhawan, 1998) où il interprète un double rôle pour la première fois de sa carrière.
Mais c’est seulement en 1998 avec Kuch Kuch Hota Hai (Karan Johar) qu’il est véritablement reconnu pour ses qualités d'acteur, ce qui lui permet de recevoir le prix du Meilleur second rôle aux Filmfare Awards 1999.
Salman Khan domine le box office en 1999 avec Biwi No. 1 où il retrouve David Dhawan et Karisma Kapoor, Hum Saath Saath Hain et Hum Dil De Chuke Sanam où il donne pour la première fois la réplique à Aishwarya Rai.

### Échecs au box-office (2000-2008)
Entre 2000 et 2008 l'acteur connaît des revers dans sa carrière. Il tourne dans près de 27 films dont la plupart sont des échecs commerciaux et critiques, néanmoins quelques films émergent comme Har Dil Jo Pyar Karega en 2000, Chori Chori Chupke Chupke en 2001, Baghban en 2003 et No Entry en 2005.

### Retour du succès (depuis 2009)

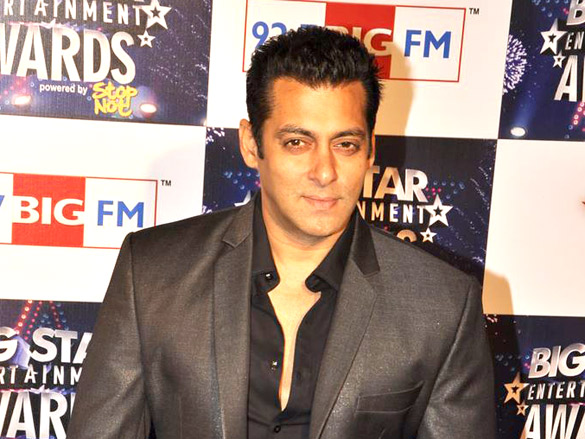
Salman Khan aux Big Star Entertainment Awards 2011.

En 2009, on le voit dans Wanted un des plus gros succès de l'année avec Ajab Prem Ki Ghazab Kahani et Trois Idiots, mais ses deux films suivants, Main Aur Mrs Khanna et London Dreams, sont des échecs commerciaux.
En 2010, on le voit dans le film historique à gros budget, Veer, aux côtés de Zarine Khan, une nouvelle actrice qui a été souvent comparée à Katrina Kaif pour sa ressemblance physique. Le film est un échec au box office. Son deuxième film de l'année, Dabangg, sort sur les écrans le 10 septembre, le jour de l'Aïd. Le succès ne se fait pas attendre, il bat les records tenus par Trois Idiots pour les plus grosses recettes engrangées le premier jour, le premier week-end et la première semaine. Finalement, Dabbang devient le deuxième film, derrière Trois Idiots et devant Ghajini, qui a engrangé le plus de recettes de tous les temps en Inde.
Depuis 2010 il devient le présentateur de l'émission Bigg Boss (version hindi).
En 2011, Salman Khan apparaît dans deux films : Ready avec Asin réalisé par Anees Bazmee, et Bodyguard réalisé par Siddique avec Kareena Kapoor. À sa sortie, malgré des critiques mitigées, Ready se place second derrière son précédent film Dabangg pour avoir engrangé le plus de recettes le premier jour et le premier week-end de son exploitation en Inde. À l'international, le succès est aussi au rendez-vous, surtout au Royaume-Uni. Bodyguard bat quant à lui le record de son précédent film, Dabangg, le plus grand nombre d'entrées le premier jour en Inde. Au niveau international le film connaît le succès notamment aux Émirats arabes unis, au Royaume-Uni, au Pakistan et en Amérique du Nord.
Avec trois blockbusters successifs, Salman Khan devient une valeur sûre et une star incontestée du box-office. Devenu une star très demandée, Salman Khan enchaîne avec Ek Tha Tiger, sorti pour l'Aid, où il joue aux côtés de Katrina Kaif, dans une réalisation de Kabir Khan produite par Yash Raj Films. L'autre film de Salman en 2012 est Dabangg 2 où il joue le personnage principal, le film est réalisé par son frère Arbaaz Khan, sa partenaire Sonakshi Sinha reste l'actrice principale mais l'antagoniste est Prakash Raj qui remplace Sonu Sood. Le film sort le jour de Noël.
D'autres films suivent en 2014, Jai Ho dont le succès est plus modeste que celui des précédents, et Kick aux côtés de Jacqueline Fernandez.
En 2015, avec le film Bajrangi Bhaijaan de Kabir Khan, Salman Khan se retrouve au sommet du box-office. Incarnant un héros simple, fervent admirateur d'Hanuman et prêt à tout pour aider une petite pakistanaise à rejoindre ses parents de l'autre côté de la frontière, il renoue avec une bonne image, à la suite de son affaire d'homicide. Il enchaine les blockbusters avec Ek Tha Tiger, Prem Ratan Dhan Payo (double rôle) et Sultan (sur le retour d'un lutteur). En 2017, il collabore à nouveau avec Kabir Khan pour le film Tubelight, remake du film d'Hollywood Little Boy, où il joue un jeune homme simple d'esprit au côté de l'actrice chinoise Zhu Zhu. Il s'agit du dernier film d'Om Puri.

## Autres activités
Khan s'adonne au culturisme tous les jours. Il est connu pour ôter sa chemise dans ses films aussi bien que sur scène. En 2004, il a été élu 7e plus bel homme du monde et plus bel homme de l'Inde par le magazine People. Khan a participé à plusieurs opérations de bienfaisance au cours de sa carrière.
Le 11 octobre 2007, Khan accepte l'offre de Madame Tussauds d'avoir sa réplique dans le musée de cire londonien. Sa statue est inaugurée le 15 janvier 2008, faisant de lui le quatrième acteur indien à être représenté au musée,.
Il présente aussi des émissions de télévision, Dix Ka Dum et récemment Bigg Boss qui en est à la quatrième saison.
En août 2011, il a admis souffrir de névralgie du trijumeau depuis sept ans. La maladie a affecté sa voix, ce qui le rend beaucoup plus rauque.
En août 2020, en collaboration avec Sajid-Wajid et Ruhaan Arshad, il chante Bhai Bhai à l'occasion de l'Aïd al-Adha.

## Filmographie
| Année | Titre                            | Rôle                                           | Autres notes |
| ----- | -------------------------------- | ---------------------------------------------- | --- |
| 1988  | Biwi Ho To Aisi                  | Vicky Bhandari                                 | |
| 1989  | Maine Pyar Kiya                  | Prem Choudhary                                 | Lauréat du prix du Meilleur espoir masculin aux Filmfare Awards 1990 Nommé pour le prix du Meilleur acteur aux Filmfare Awards 1990 |
| 1990  | Baaghi: A Rebel for Love         | Saajan Sood                                    | |
| 1991  | Sanam Bewafa                     | Salman Khan                                    | |
| 1991  | Patthar Ke Phool                 | Inspector Suraj                                | |
| 1991  | Kurbaan                          | Akash Singh                                    | |
| 1991  | Love                             | Prithvi                                        | |
| 1991  | Saajan                           | Akash Varma                                    | |
| 1992  | Suryavanshi                      | Vicky/Suryavanshi Vikram Singh                 | |
| 1992  | Ek Ladka Ek Ladki                | Raja                                           | |
| 1992  | Jaagruti                         | Jugnu                                          | |
| 1992  | Nishchaiy                        | Rohan Yadav/Vasudev Gujral                     | |
| 1993  | Chandra Mukhi                    | Raja Rai                                       | |
| 1993  | Dil Tera Aashiq                  | Vijay                                          | |
| 1994  | Andaz Apna Apna                  | Prem Bhopali                                   | |
| 1994  | Hum Aapke Hain Kaun...!          | Prem Niwas                                     | |
| 1994  | Chaand Kaa Tukdaa                | Shyam Malhotra                                 | |
| 1994  | Sangdil Sanam                    | Kishan                                         | |
| 1995  | Karan Arjun                      | Karan Singh/Ajay                               | Nommé pour le prix du Meilleur acteur aux Filmfare Awards 1996                                                                      |
| 1995  | Veergati                         | Ajay                                           | |
| 1996  | Majhdhaar                        | Gopal                                          | |
| 1996  | Khamoshi: The Musical            | Raj                                            | |
| 1996  | Jeet                             | Raju                                           | Nommé pour le prix du Meilleur second rôle aux Filmfare Awards 1997                                                                 |
| 1996  | Dushman Duniya Ka                |                                                | Participation exceptionnelle |
| 1997  | Judwaa                           | Raja/Prem Malhotra                             | Double rôle |
| 1997  | Auzaar                           | Inspector Suraj Prakash                        | |
| 1997  | Dus                              | Captain Jeet Sharma                            | Film inachevé |
| 1997  | Deewana Mastana                  | Prem Kumar                                     | Participation exceptionnelle |
| 1998  | Pyaar Kiya To Darna Kya          | Suraj Khanna                                   | Nommé pour le prix du Meilleur acteur aux Filmfare Awards 1999                                                                      |
| 1998  | Jab Pyaar Kissi Se Hota Hai      | Suraj Dhanrajgir                               | |
| 1998  | Sar Utha Ke Jiyo                 |                                                | Participation exceptionnelle |
| 1998  | Bandhan                          | Raju                                           | |
| 1998  | Kuch Kuch Hota Hai               | Aman Mehra                                     | Lauréat du prix du Meilleur second rôle aux Filmfare Awards 1999                                                                    |
| 1999  | Jaanam Samjha Karo               | Rahul                                          | |
| 1999  | Biwi No. 1                       | Prem                                           | Nommé pour le prix du Meilleur rôle comique aux Filmfare Awards 2000                                                                |
| 1999  | Sirf Tum                         | Prem                                           | Participation exceptionnelle |
| 1999  | Hum Dil De Chuke Sanam           | Sameer Rafillini                               | Nommé pour le prix du Meilleur acteur aux Filmfare Awards 2000                                                                      |
| 1999  | Hello Brother                    | Hero                                           | |
| 1999  | Hum Saath Saath Hain             | Prem                                           | |
| 2000  | Dulhan Hum Le Jayenge            | Raja Oberoi                                    | |
| 2000  | Chal Mere Bhai                   | Prem Oberoi                                    | |
| 2000  | Har Dil Jo Pyar Karega           | Raj/Romi                                       | |
| 2000  | Dhaai Akshar Prem Ke             |                                                | Participation exceptionnelle |
| 2000  | Kahin Pyaar Na Ho Jaaye          | Prem Kapoor                                    | |
| 2001  | Chori Chori Chupke Chupke        | Raj Malhotra                                   | |
| 2002  | Tumko Na Bhool Paayenge          | Veer Singh Thakur/Ali                          | |
| 2002  | Hum Tumhare Hain Sanam           | Suraj                                          | |
| 2002  | Yeh Hai Jalwa                    | Raj 'Raju' Saxena/Raj Mittal                   | |
| 2003  | Love at Times Square             |                                                | Item number |
| 2003  | Stumped                          |                                                | Item number |
| 2003  | Tere Naam                        | Radhe Mohan                                    | Nommé pour le prix du Meilleur acteur aux Filmfare Awards 2004                                                                      |
| 2003  | Baghban                          | Alok Raj                                       | Nommé pour le prix du Meilleur second rôle aux Filmfare Awards 2004                                                                 |
| 2004  | Garv: Pride and Honour           | Inspecteur Arjun Ranavat                       | |
| 2004  | Mujhse Shaadi Karogi             | Sameer Malhotra                                | |
| 2004  | Phir Milenge                     | Rohit Manchanda                                | |
| 2004  | Dil Ne Jise Apna Kahaa           | Rishabh                                        | |
| 2005  | Lucky : No Time For Love         | Aditya                                         | |
| 2005  | Maine Pyaar Kyun Kiya?           | Dr. Samir Malhotra                             | |
| 2005  | No Entry                         | Prem                                           | Nommé pour le prix du Meilleur rôle comique aux Filmfare Awards 2006                                                                |
| 2005  | Kyon Ki                          | Anand                                          | |
| 2006  | Saawan: The Love Season          | Bhagwan's Messenger                            | |
| 2006  | Shaadi Karke Phas Gaya Yaar      | Ayaan                                          | |
| 2006  | Jaan-E-Mann                      | Suhaan                                         | |
| 2006  | Baabul                           | Avinash Kapoor                                 | |
| 2007  | Salaam-e-Ishq: A Tribute To Love | Rahul                                          | |
| 2007  | Partner                          | Prem                                           | |
| 2007  | Marigold: An Adventure in India  | Prem                                           | |
| 2007  | Om Shanti Om                     | Lui-même                                       | Item number Deewangi Deewangi |
| 2007  | Saawariya                        | Imaan                                          | |
| 2008  | God Tussi Great Ho               | Arun Prajapati                                 | |
| 2008  | Hello                            | Lui-même                                       | Participation exceptionnelle |
| 2008  | Heroes                           | Balkar Singh/Jassvinder Singh                  | |
| 2008  | Yuvvraaj                         | Deven Yuvvraaj                                 | |
| 2009  | Wanted                           | Radhe                                          | |
| 2009  | Main Aur Mrs. Khanna             | Samir Khanna                                   | |
| 2009  | London Dreams                    | Maanu                                          | |
| 2009  | Ajab Prem Ki Ghazab Kahani       | Lui-même                                       | |
| 2010  | Veer                             | Veer                                           | |
| 2010  | Dabangg                          | Inspecteur Chulbul Pandey (Robinhood Pandey)   | Nommé pour la catégorie meilleur acteur aux Filmfare Awards 2011 Lauréat au prix du meilleur acteur aux Star Screen Awards 2011     |
| 2010  | Tees Maar Khan                   |                                                | Item Number dans la chanson Wallah Re Wallah                                                                                        |
| 2011  | Ready                            | Prem Kapoor                                    | |
| 2011  | Bodyguard                        | Lovely Singh                                   | |
| 2012  | Ek Tha Tiger                     | Avinash Singh Rathode (Tiger)                  | |
| 2012  | Dabangg 2                        | Inspecteur Chulbul Pandey ("Robinhood" Pandey) | Nommé pour la catégorie meilleur acteur aux Filmfare Awards 2013                                                                    |
| 2014  | Jai Ho                           | Jai Agnihotriya                                | |
| 2014  | Kick                             | Devi Lal Singh                                 | |
| 2015  | Bajrangi Bhaijaan                | Bajrangi / Pawan Kumar Chaturvedi              | |
| 2015  | Prem Ratan Dhan Payo             | Prem Dilwale / Yuvraj Vijay Singh              | |
| 2016  | Sultan                           | Sultan Ali Khan                                | |
| 2017  | Tubelight                        | Laxman singh disth                             | |
| 2017  | Tiger Zinda Hai                  | Avinash Singh Rathore                          | |
| 2018  | Race 3                           | Sikander Singh                                 | |
| 2019  | Bharat                           | Bharat                                         | |
| 2021  | Radhe                            | Radhe                                          | |
| 2022  | Godfather                        | (scènes d'action)                              | |

## Récompenses
- Filmfare Awards

1989 : meilleur espoir masculin pour Main Pyar Kiya

1998 : meilleur acteur dans un second rôle pour Kuch Kuch Hota Hai

Nommé : 1990 : meilleur acteur pour Maine Pyar Kiya ; 1995 : meilleur acteur pour Hum Aapke Hain Koun...! ; 1996 : meilleur acteur pour Karan Arjun ; 1997 : meilleur second rôle pour Jeet ; 1999 : meilleur acteur pour Pyaar Kiya To Darna Kya ; 2000 : meilleur acteur pour Hum Dil De Chuke Sanam ; 2000 : meilleure prestation dans un rôle comique pour Biwi No. 1 ; 2004 : meilleur acteur pour Tere Naam ; 2004 : meilleur second rôle pour Baghban ; 2006 : meilleure prestation dans un rôle comique pour No Entry ; 2011 : meilleur acteur pour Dabangg
- Star Screen Awards

2011 : meilleur acteur (catégorie populaire) pour Dabangg

Nommé : 2004 : meilleur acteur pour Tere Naam ; 2005 : meilleur acteur pour Garv: Pride and Honour ; 2011 : meilleur acteur (catégorie populaire) pour Dabangg ; 
- Zee Cine Awards

Nommé : 2004 : meilleur acteur pour Tere Naam ; 2005 : meilleur acteur pour Mujhse Shaadi Karogi ; 2006 : meilleur second rôle masculin pour No Entry ; 2011 : meilleur acteur pour Dabangg
- Bollywood Movie Awards

2002 : Most Sensational Actor pour Chori Chori Chupke Chupke
- IIFA Awards

2010 : IIFA Award pour "Habitat Humanity Ambassadorship"

Nommé : 2010 :  meilleur acteur pour Wanted
- Big Star Entertainment Awards

2011 : meilleur « entertainer » pour Dabangg

Nommé : 2011 : meilleur acteur de la décennie
- Apsara Film And Television Producers Guild Awards

2008 : meilleur couple (avec Govinda) pour Partner

2011 : meilleur acteur pour Dabangg
- Indian Telly Awards

2008 : meilleur présentateur, Dus Ka Dum

2009 : meilleur présentateur, Dus Ka Dum
- Autres récompenses

2010 : « Sexiest Man Alive » par le magazine People India
- Distinctions nationales

2007 : Rajiv Gandhi Award pour sa remarquable contribution au cinéma